# De dominee van Dreutelen
De dominee van Dreutelen is een kinderverhaal van Roald Dahl met illustraties van Quentin Blake. Dahl schreef het verhaal ter ondersteuning van het London Dyslexia Institute, het Londens instituut voor dyslexie. De Nederlandstalige uitgave van het boekje verscheen in 1992. De oorspronkelijke Engelstalige titel is The Vicar of Nibbleswicke.

## Verhaal
Het boek vertelt het verhaal van een jonge dominee, meneer Stok, die als kind last had van woordblindheid. Met hulp van gespecialiseerde leraren overwint hij dat probleem en leert hij lezen en schrijven. Na een studie theologie wordt hij aangesteld als dominee in de kleine stad Dreutelen. Bij de voorbereiding van zijn eerste preek wordt hij echter zo zenuwachtig, dat hij plots last krijgt van een nieuwe (fictieve) vorm van dyslexie. Zonder het zelf te beseffen spreekt hij het belangrijkste woord in een zin vaak achterstevoren uit. Dit "achterstevoren-syndroom" leidt tot verwarrende en vaak komische situaties. De onbedoeld beledigende en ongehoorde opmerkingen van de nieuw aangestelde dominee, zoals de parkeerplaats van de kerk wordt opnieuw geasfalteerd, wilt u daarom goed uw "reet" (in plaats van "teer") afvegen als u de kerk binnenkomt, zorgen voor grote ophef onder de kerkgangers. Uiteindelijk vindt de dokter van het stadje een oplossing. Door altijd achteruit te lopen kan de dominee het probleem verhelpen en gewoon zijn werk doen.